# Central Uruguay Railway Cricket Club
Central Uruguay Railway Cricket Club (ou simplesmente CURCC) foi o antigo nome do clube atual o Peñarol; para outros, um clube que apenas deu origem, por meio de seus atletas, a este tradicional clube do futebol uruguaio.

## História

### Fundação
Em 1891, Mister Roland Moor, presidente da companhia, decidiu criar uma instituição desportiva, destinada à prática do futebol, a que deu o nome de Central Uruguay Railway Cricket Club, o CURCC, sendo suas cores, o preto e amarelo da empresa ferro carril.

### Peñarol

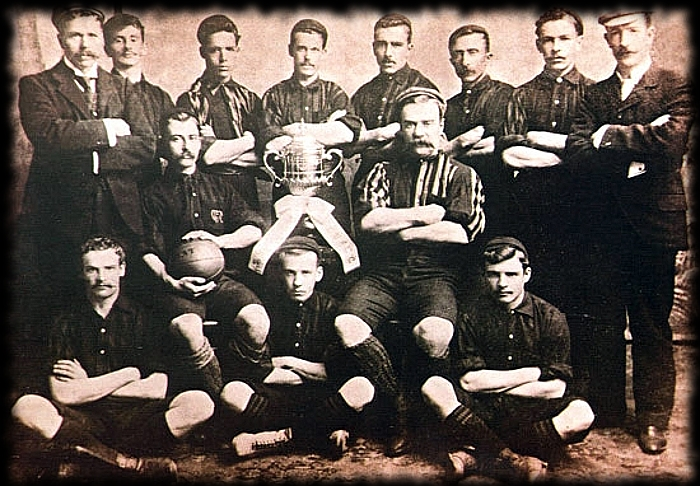
CURCC, 1900.

Uma corrente de pensamento defende a ideia de que em 1913, no decorrer de uma entusiasta assembléia, surgiu a ideia de mudar o nome do clube, de forma a ficar clara a sua "gênese uruguaia". O nome eleito era, sem contestação, o da povoação onde nascera: Peñarol. O time que iniciou o campeonato uruguaio de 1913 acabou esse campeonato já com o nome de Peñarol. Esta corrente é contestada, pois se alega que o CURCC não deixou de existir em 1913, apenas teve seu departamento de futebol desativado. Como argumentos para tal contestação, em abril de 1914, o CURCC teria jogado em um torneio amistoso em Santana do Livramento (RS), além do fato de que a AUF teria sido instada a declarar-se sobre os registros de desfiliação do CURCC, que datariam de 1915 (períodos em que o Peñarol já existia, o que provaria que se tratavam de duas associações distintas).

### Influência
O clube gerou influência na eleição de outros clubes vizinhos, a exemplo do Club Almirante Brown da Argentina. A escolha das cores em 1912 foi fortuita, já que não havia nenhuma loja em San Justo que tivesse um jogo completo de camisas, a compra foi confiada a um de seus diretores fundadores, o Sr. Enrique Premoli, que trabalhava na cidade de Buenos Aires. Apesar de ter sido recomendado alguns projetos, apenas uma casa tinha à venda um conjunto completo de camisetas, com sete listras largas amarelo-laranja e pretas na testa do Central Uruguay Railway Cricket Club de Montevidéu, os argentinos adotando seus tons.

## Títulos
- Campeonato Uruguaio (5): 1900, 1901, 1905, 1907 e 1911.
- Copa de Competencia (7): 1901, 1902, 1904, 1905, 1907, 1909, 1910
- Copa de Honor Cousenier (2): 1909, 1911